# Valentine Ball
Valentine Ball (CB) (* 14. Juli 1843 in Dublin; † 15. Juni 1895 ebenda) war ein irischer Geologe, Zoologe und Museumsdirektor.

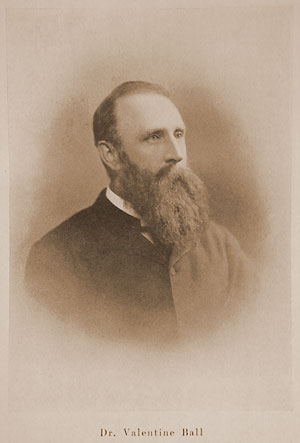
Valentine Ball

## Leben
Valentine Ball war ein Sohn des Naturforschers Robert Ball (1802–1857) und Bruder des Astronomen Robert Stawell Ball. Er studierte von 1857 bis 1864 am Trinity College in seiner Heimatstadt Dublin, beendet das Studium jedoch zunächst nicht mit den üblichen Abschlüssen (erst 1872 holte er die Prüfung zum B. A. und zum M. A. nach). 1860–1864 war er als Angestellter im Gerichtsvollzugsamt (receiver's master office) in Dublin tätig. 
Von 1864 bis 1881 war Ball Mitglied der für die geologische Erforschung Indiens zuständigen Organisation, des Geological Survey of India. Er war hauptsächlich für die Erforschung von Kohlevorkommen und andere ökonomisch bedeutende Fragestellungen zuständig. Im Laufe seiner Arbeit entdeckte er mehrere Kohlevorkommen in Zentralindien und schlug der britischen Regierung eine optimale Eisenbahnverbindung zwischen Kalkutta und Bombay vor. In Indien beschäftigte er sich jedoch nicht nur mit geologischen Fragen, sondern auch mit Vogelkunde und Anthropologie. Insbesondere erforschte er den Lebensraum des indischen Dschungels.
1881 wurde er zum Professor für Geologie und Mineralogie am Trinity College in Dublin berufen. 1883 wechselte er auf den Direktorposten der aus der Royal Dublin Society ausgegliederten Bildungsinstitutionen: somit war er Leiter der National Library of Ireland, des National Botanic Garden, und des Science and arts museum (heute National Museum of Ireland). Dem Museum, für das bei Balls Verpflichtung noch nicht einmal der Grundstein gelegt war, galt sein besonderes Interesse. Bis zu seiner Pensionierung aus gesundheitlichen Gründen 1895 war er dessen Leiter. 
Valentine Ball war seit 1879 mit Mary Ball, geborene Stewart-Moore, verheiratet. Das Ehepaar hatte fünf Kinder. Ball starb am 15. Juni 1895 einige Wochen vor seinem 52. Geburtstag.

## Mitgliedschaften und Ehrungen
- Mitglied der Royal Irish Academy (M. R. I. A.)
- Fellow der Geological Society of London, 1874
- Fellow ehrenhalber der Universität Kalkutta, 1875
- Fellow der Royal Society (F. R. S.), 1882
- Doktor der Rechte (LL. D.) ehrenhalber des Trinity College Dublin, 1889
- Companion des Order of the Bath (C. B.), 1891

## Werke (Auswahl)
- Junge life in India, or the journey and journals of an Indian geologist, 1879
- The diamonds, coal, and gold of India: occurence and distribution, 1881
- Travels in India by Jean Baptiste Tavernier (Herausgeberschaft, 1889)
- zahlreiche Aufsätze in den Veröffentlichungen des Geological Survey of India und der Royal Irish Academy, z. B.:
  - A Description of two large spinel rubies, with Persian characters engraved upon them in Proceedings of the Royal Irish Academy (1894), Third Series, Vol. 3, No. 3, S. 380–400 (Volltext)